# Cortês
Cortês est une municipalité brésilienne située dans l'État du Pernambouc.